# Cantus Stuttgart
Der Cantus Stuttgart (früher: Cantus Cannstatt) ist ein semi-professioneller Kammerchor, der von Jörg-Hannes Hahn geleitet wird. Die Konzerte finden meistens im Rahmen der Konzertreihe „Musik am 13.“ in der Stadtkirche und der Lutherkirche Stuttgart-Bad Cannstatt statt. Daneben gastiert der Chor regelmäßig im europäischen Ausland.

## Geschichte
Der Cantus Stuttgart wurde 1991 von Thomas Schäfer als Cantus Cannstatt gegründet, 1996 übernahm ihn Jörg-Hannes Hahn. 2002 sang der Kammerchor in zwölf Konzerten jeweils sämtliche Bachmotetten. 2003 trat das Ensemble in Japan und Korea auf. Im Juli 2004 gastierte der Cantus Stuttgart beim Festival Europäische Kirchenmusik Schwäbisch Gmünd mit einer Uraufführung von Adriana Hölszky, anschließend folgten u. a. Auftritte beim Oberstdorfer Musiksommer. Im Herbst 2005 produzierte das Ensemble die Messe op. 4 für Chor und Orgel von Camille Saint-Saëns auf CD (erschienen bei CANTATE), 2006 folgte ein weiterer Auftritt beim Oberstdorfer Musiksommer mit Johann Sebastian Bachs h-Moll-Messe. Im selben Jahr trat der Cantus Stuttgart erstmals beim Europäischen Musikfest Stuttgart auf, im Herbst 2009 gastierte er dort mit einer Uraufführung von Brice Pauset. Der Kammerchor Cantus Stuttgart ist Mitglied im Verband Deutscher Konzertchöre.

## Repertoire
Der Cantus Stuttgart widmet sich vor allem anspruchsvoller A-cappella-Chorliteratur. Die künstlerische Spannbreite reicht von Werken des 16. Jahrhunderts bis hin zu Chormusik des 21. Jahrhunderts mit zahlreichen Ur- und Erstaufführungen, u. a. Hans Renner, Dieter Schnebel, Klaus Huber, Hans Zender, Wolfgang Rihm, Milko Kelemen.